# Ключ 125
Ключ 125 (трад. и упр. 老, 耂, 考) — ключ Канси со значением «старый»; один из 29, состоящих из шести штрихов.
В словаре Канси есть 22 символов (из 49 030), которые можно найти c этим радикалом.

## История
Современный иероглиф восходит корнями к древней идеограмме «сидящий человек».
Иероглиф используется в значениях: «старый, дряхлый, престарелый, пожилой», «старый, старинный, старомодный», «огрубевший, заскорузлый, перезревший», «старший, почтенный, уважаемый» и др.
В качестве ключевого знака иероглиф используется редко.

Техника написания
Техника написания
Вид в Цзиньвэнь
Вид в Цзягувэнь
Вид в большой печати Чжуаньшу
Вид в малой печати Чжуаньшу

В словарях стоит под номером 125.

## Примеры иероглифов
| Доп. штрихи | Иероглифы |
| ----------- | --------- |
| 0           | 老 耂 考  |
| 4           | 耄 者 耆  |
| 5           | 耇 耈 耉  |
| 6           | 耊 耋     |

- Примечание: Ваш браузер может отображать иероглифы неправильно.